# Feliniopsis hyposcota
Feliniopsis hyposcota är en fjärilsart som beskrevs av George Francis Hampson 1911. Feliniopsis hyposcota ingår i släktet Feliniopsis och familjen nattflyn. Inga underarter finns listade i Catalogue of Life.